# Schildia zonae
Schildia zonae är en tvåvingeart som beskrevs av Martin 1975. Schildia zonae ingår i släktet Schildia och familjen rovflugor.
Artens utbredningsområde är Panama. Inga underarter finns listade i Catalogue of Life.